# Companion (film)
Companion is een Amerikaanse horrorfilm uit 2025, geschreven en geregisseerd door Drew Hancock. De hoofdrollen worden vertolkt door Sophie Thatcher en Jack Quaid.

## Verhaal
Iris (Sophie Thatcher) en Josh (Jack Quaid) gaan een weekendje weg met vrienden in een afgelegen villa. De trip verandert volledig in chaos nadat iemand in het gezelschap een robot blijkt te zijn.

## Rolverdeling
| Acteur               | Personage      |
| -------------------- | -------------- |
| Sophie Thatcher      | Iris           |
| Jack Quaid           | Josh           |
| Lukas Gage           | Patrick        |
| Megan Suri           | Kat            |
| Harvey Guillén       | Eli            |
| Rupert Friend        | Sergey         |
| Jaboukie Young-White | Teddy          |
| Matt McCarthy        | Sid            |
| Marc Menchaca        | Deputy Hendrix |

## Productie
In februari 2023 werd gemeld dat de film Companion in de maak was bij New Line Cinema, met het scenario geschreven door Drew Hancock, die ook de regie zou voeren. Zach Cregger (New Line Cinema), Raphael Margules en J.D. Lifshitz (BoulderLight) en Roy Lee (Vertigo Entertainment) zouden de productie op zich nemen. In mei 2023 werd aangekondigd dat Jack Quaid zich bij de cast had aangesloten. De maand daarop werd aangekondigd dat Harvey Guillén, Lukas Gage, Megan Suri, Sophie Thatcher en Rupert Friend aan de cast van de film waren toegevoegd.

## Release en ontvangst
Companion ging op 25 januari 2025 in première op het Fantasy Filmfest. De film werd op 31 januari door Warner Bros. Pictures in de Amerikaanse bioscopen uitgebracht.
De film kreeg overwegend positieve kritieken van de filmcritici, met een score van 94% op Rotten Tomatoes, gebaseerd op 85 beoordelingen.

### Kassaopbrengsten
Companion ging in de Amerikaanse bioscopen in première naast Dog Man en Valiant One met de verwachting van een bruto-opbrengst in het openingsweekend van 8 à 10 miljoen Amerikaanse dollars in 3285 bioscopen. De film bracht uiteindelijk 9,5 miljoen dollar op in zijn openingsweekend en eindigde daarmee op de tweede plaats aan de kassa.